# Байгекум
Байгеку́м (каз. Бәйгеқұм) — село у складі Шиєлійського району Кизилординської області Казахстану. Адміністративний центр та єдиний населений пункт Байгекумського сільського округу.
У радянські часи село називалось Байгакум.
Населення — 2224 особи (2021; 2652 у 2009, 2235 у 1999, 2325 у 1989).